# Formigine

Formigine (Furmézen en dialecte modenese) est une ville italienne de la province de Modène dans la région de l'Émilie-Romagne.

## Géographie
La commune de formigine est située à une altitude moyenne de 82 mètres, à 11 km au sud de Modène, sur la voie expresse et la route SP3 qui relient également ses voisines de Sassuolo (6 km), Fiorano Modenese (5 km) et Maranello (6 km), tous reliés à la via Emilia, à l’autoroute A1 et à Modène via une route à grande circulation.

La commune est desservie par la ligne de chemin de fer Modène-Sassuolo.

Les grandes villes voisines sont :
- Bologne 40 km
- Milan 160 km
- Florence 97 km
- Padoue 123 km

## Histoire
Formigine prend forme autour de l’année 1201, à la construction du château voulu par Modène en tant de défense des frontières avec la commune de Reggio d'Emilie.

En 1395,  Nicolas III d'Este cède le fief à Marco Pio, seigneur de Carpi.

À la fin du XVe siècle et le début XVIe siècle, Formigine fut établi comme siège du podestat, ensemble avec  Sassuolo, Spezzano, Brandola et Soliera.

Vers le milieu du XVIIe siècle, le duc François Ier d'Este céda le fief à Mario Calcagnini, marquis de Fusignano.

En 1778, l’inauguration de la nouvelle route pour la Toscane ouvrit de nouvelles perspectives pour le territoire.

## Économie
Dans les années 1940, Formigine fut choisi par Enzo Ferrari comme siège de la Scuderia, mais le refus de la municipalité poussa au choix de Maranello.

Dans les années 1950, l'administration municipale de Formigine a renoncé à tirer parti des allégements fiscaux pour les entreprises désireuses d'investir dans les régions défavorisées. La décision de fait évita qu’à Formigine s’établissent des industries produisant des carrelages qui font partie intégrante du paysage des municipalités environnantes (Sassuolo, Fiorano Modenese en particulier). Le renoncement à l'industrialisation massive a sauvegardé le territoire qui, en revendiquant sa vocation résidentielle, a vu sa population croître rapidement hébergeant la masse ouvrière de Modène et de la zone de Sassuolo.

Le territoire communal est le siège de petites et moyennes entreprises mécaniques travaillant pour les entreprises voisines de la céramique et de l’industrie automobile.

L’industrie alimentaire a un poids significatif avec des marques connues à l’échelle nationale sur la transformation de la viande porcine. En outre Formigine ne trahira pas sa vocation agricole (fruits et vignes) et l'élevage des animaux (élevage porcin).

## Monuments et lieux d’intérêt
- Le  Castello du XIIIe siècle;
- la Villa Gandini, nommée aussi Villa della Resistenza, siège de la bibliothèque communale;
- l’église de San Bartolomeo;
- l’église de la SS. Annunciata;
- l’église de la Madonna del Ponte;
- la tour de l’acqueduc, construite sous le fascisme et plus haut édifice de la commune ;
- l’église de San Giacomo du XIIe siècle, la plus antique du territoire.

## Sacres et évènements
- le carnaval des enfants;
- la fête de la Madonna del Carmine le 16 juillet;
- la foire de San Lorenzo, le 10 août;
- le sacre de San Bartolomeo, le 24 août ;
- la Fête médiévale  Ludi di San Bartolomeo  le 24 août;
- le  Septembre Formiginese, fête communale;
- le Kart no War, course de kart organisée par ONLUS  Rock no War;
- Le Marathon d'Italie - Mémorial Enzo Ferrari  qui part de Maranello et traverse le territoire en passant par Modène et Soliera pour arriver à Carpi.

## Personnalités liées à Formigine
- Mauro Forghieri, ingénieur emblémathique de la Scuderia Ferrari
- Alberto Aggazzotti, philosophe
- Francesco Aggazzotti, agronome, œnologue et politique
- Daria Bertolani Marchetti, botaniste
- Cecilia Camellini, nageuse
- Riccardo Riccò, cycliste
- Cristian Zaccardo, footballeur
- Lorena Fontana, chanteuse

## Famille liée à Formigine
La famille Formiggini installée très anciennement à Modène est originaire de Formigine, d'où ils ont pris leur nom de famille. Les Formiggini, durant une période, ont été les orfèvres de la famille d'Este, puis sont devenus financiers. Le plus illustre représentant de cette famille est le philosophe et éditeur Angelo Fortunato Formiggini (1878-1938).

## Jumelage
- Saumur (France)
- Tábor (Tchéquie)
- Edchera (Sahara occidental)
- Monte Urano (Italie)
- Finale Emilia (Italie)

## Administration
| Période                                  | Période  | Identité        | Étiquette     | Qualité |
| ---------------------------------------- | -------- | --------------- | ------------- | ------- |
| 14/06/2004                               | En cours | Franco Richeldi | Centre gauche |         |
| Les données manquantes sont à compléter. |          |                 |               |         |

### Hameaux
Casinalbo, Colombaro, Corlo, Magreta

### Communes limitrophes
Casalgrande, Castelnuovo Rangone, Castelvetro di Modena, Fiorano Modenese, Maranello, Modène, Sassuolo
Formigine, Maranello, Sassuolo, Serramazzoni (13 km)

## Population

### Évolution de la population en janvier de chaque année
| 1861  | 1901  | 1921   | 1951   | 1961   | 1971   | 1981   | 1991   | 2001   |
| ----- | ----- | ------ | ------ | ------ | ------ | ------ | ------ | ------ |
| 6 486 | 8 219 | 10 113 | 11 943 | 12 869 | 16 345 | 21 509 | 26 667 | 30 073 |

| 2012   | - | - | - | - | - | - | - | - |
| ------ | - | - | - | - | - | - | - | - |
| 34 208 | - | - | - | - | - | - | - | - |

### Ethnies et minorités étrangères
Selon les données de l’Institut national de statistique (ISTAT) au 1er janvier 2012la population étrangère résidente et déclarée était de 2260 personnes, soit 6,7 % de la population résidente.
Les nationalités majoritairement représentatives étaient :
| Pos. | Pays     | Population |
| ---- | -------- | ---------- |
| 1    | Maroc    | 454        |
| 2    | Albanie  | 311        |
| 3    | Ghana    | 225        |
| 4    | Roumanie | 208        |
| 5    | Turquie  | 107        |
| 6    | Pologne  | 97         |
| 7    | Tunisie  | 89         |
| 8    | Moldavie | 84         |
| 9    | Ukraine  | 74         |
| 10   | Hongrie  | 60         |